# Tweediphilus malaccanus
Tweediphilus malaccanus är en mångfotingart som beskrevs av Verhoeff K. W. 1937. Tweediphilus malaccanus ingår i släktet Tweediphilus och familjen storjordkrypare. Inga underarter finns listade i Catalogue of Life.